# Bibelot

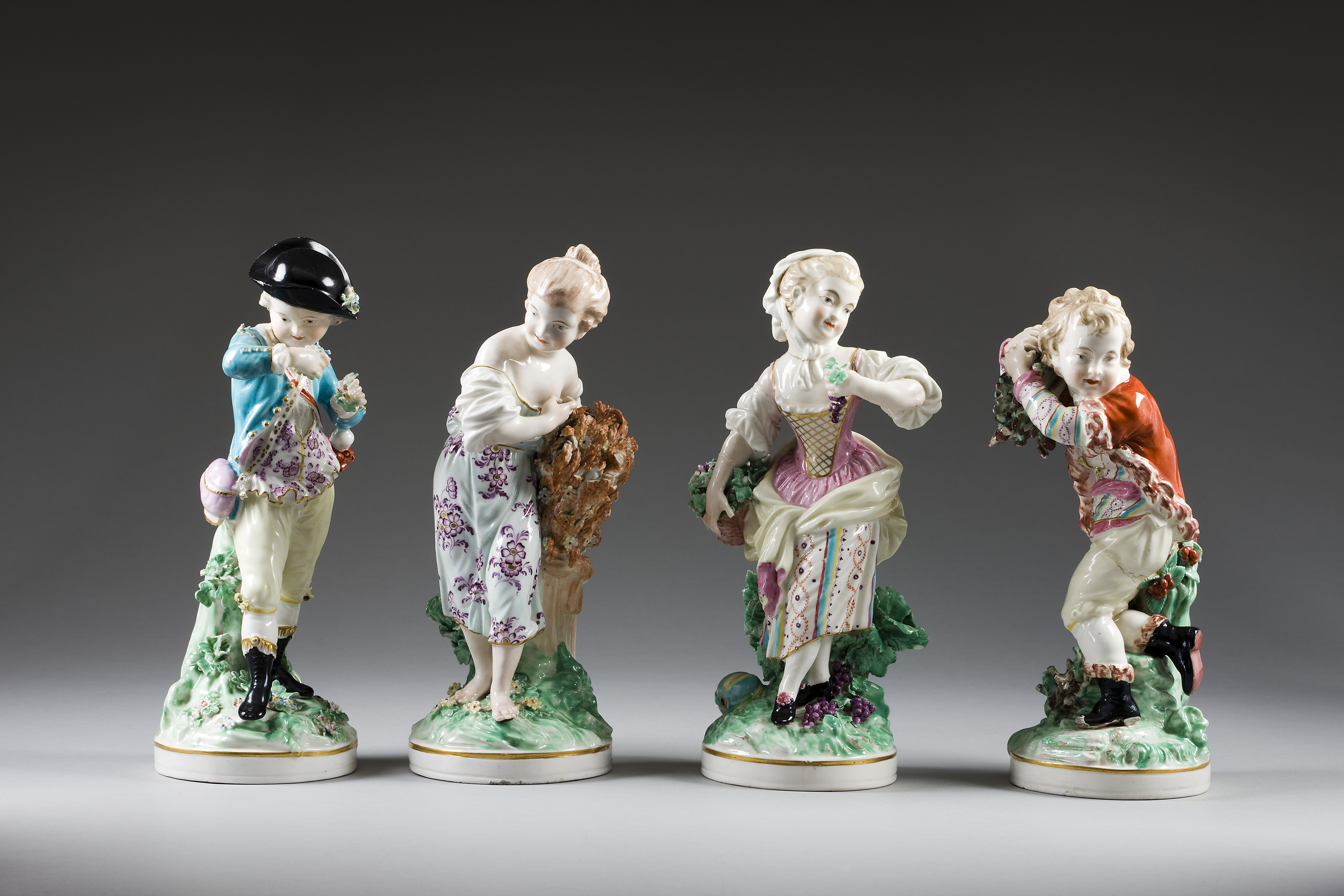
Bibeloty z porcelany

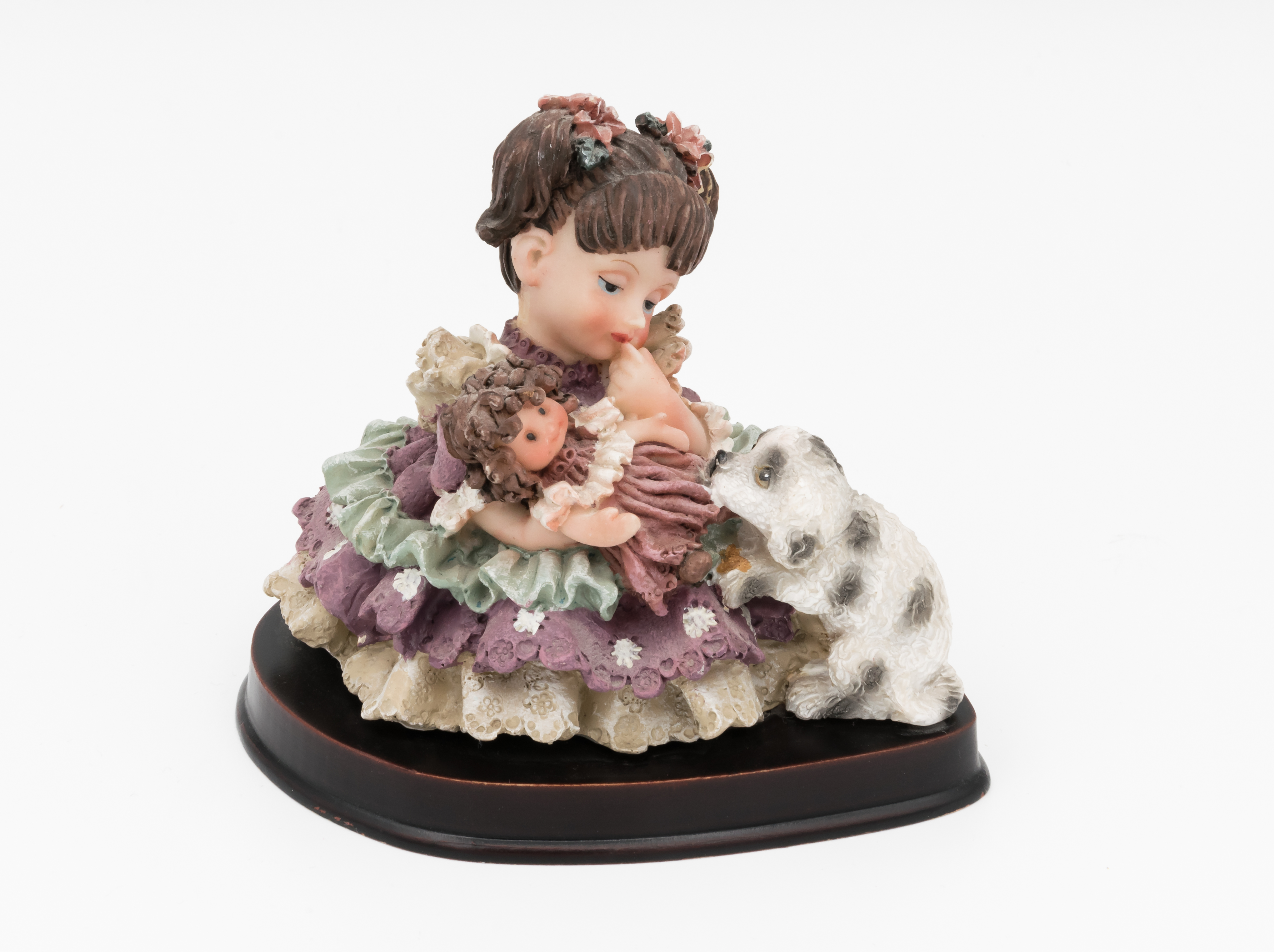
Współczesny bibelot

Bibelot (fr. „gracik”) – niewielki przedmiot, najczęściej niemający istotnej wartości użytkowej, spełniający funkcję ozdobną; określenie używane zwykle w liczbie mnogiej. 

## Cechy
Bibelotem jest nieduży dekoracyjny obiekt wykonany ze zdobionej porcelany, brązu, srebra, laki, także złotniczy, emaliowany bądź z innych podobnie efektownych materiałów. Są to wyroby, których funkcja dekoracyjna przeważa nad użytecznością i zazwyczaj o większej wartości artystycznej i materialnej.

## Rola i zastosowanie
Bibeloty (m.in. figurki, puzderka, flakoniki, także drobne przedmioty egzotyczne) ustawiano na etażerkach, gerydonach, w serwantkach, sekretarzykach, oszklonych gablotach, na półkach, parapetach kominków itp. miejscach, dla upiększenia pomieszczenia i wzbudzania zainteresowania swym pięknem, rzadkością lub niepospolitością. Swoją obecnością podkreślały zamożność właścicieli. Współcześnie funkcję domowych bibelotów często pełnią drobne przedmioty pamiątkowe.

## Etymologia
Wyraz przejęty z francuszczyzny, pochodzący od starofrancuskiego beubelet (XII w.), oznaczającego zarazem błyskotkę, świecidełko, ozdóbkę, drobiazg, drobnostkę, błahostkę i cacko, a także klejnocik i biżuterię – co z kolei wywodzi się od słowa belbel (igraszka, pieścidełko, zabawka), mającego swój pierwotny źródłosłów w bel (piękny).